# Верхняя Хайрузовка
Верхняя Хайрузовка (каз. Жоғарғы Хайрузовка) — село в Восточно-Казахстанской области Казахстана. Входит в состав городской администрации Риддера. До 2013 года входило в состав упразднённого Пригородного сельского округа. Код КАТО — 632433480.

## Население
В 1999 году население села составляло 120 человек (60 мужчин и 60 женщин). По данным переписи 2009 года, в селе проживало 108 человек (50 мужчин и 58 женщин).